# 在タイモルディブ大使館
在タイモルディブ大使館（ディベヒ語: ތައިލޭންޑްގައި ހުންނަ ދިވެހިރާއްޖޭގެ އެމްބަސީ、タイ語: สถานทูตมัลดีฟส์ประจำประเทศไทย、英語: Embassy of Maldives in Thailand）は、モルディブがタイの首都バンコクに設置している大使館である。
1979年10月14日、タイとモルディブの外交関係が樹立される。2018年2月26日、大使館が開設された。

## 住所
11th Floor A1, Bubhajit Building, 20 North Sathon Road, Silom Bangrak, Bangkok

## 大使
2019年9月12日より、モハメド・ジナーが次期特命全権大使を務めている。